# Josef Žižka
Josef Žižka (10. října 1913, Vejprnice – 18. ledna 1945, Praha) byl československý voják a příslušník výsadku Barium.

## Mládí
Narodil se 10. října 1913 ve Vejprnicích v okrese Plzeň. Otec Václav pracoval ve Škodových závodech, matka Josefa, rozená Rohrhoferová pracovala jako posluhovačka a poté jako dělnice. Měl tři sestry a bratra. Otec Václav padl v roce 1915 na frontě v I. sv. válce. Matka se v roce 1919 znovu vdala za Františka Scheiköniga. Obecnou školu Josef absolvoval ve Vejprnicích. V Kaceřově, kam se rodina přestěhovala absolvoval dva ročníky české menšinové školy. Na reálném gymnáziu v Karlových Varech začal studovat v roce 1925, od kvinty poté jako vynikající žák pokračoval na francouzském Lycée Carnot v Dijonu. V roce 1933 tam také složil maturitní zkoušku a nastoupil na právnickou fakultu Univerzity Karlovy.

## Vojenská služba
Studia přerušil v roce 1935 a nastoupil základní vojenskou službu u 38. pěšího pluku v Berouně. Studium na záložní důstojnické škole musel ze zdravotních důvodů ukončit (oční onemocnění) a následně byl čtyři měsíce hospitalizován. Po návratu z nemocnice nastoupil jako písař na velitelství v Berouně. 1. října 1937 odešel v hodnosti vojína do zálohy.

## Dospělost
Po návratu z vojny se znovu nechal zapsat na právnickou fakultu UK. Studium definitivně ukončil z finančních důvodů a také pro pokračující problémy se zrakem. Od 1. března 1938 pracoval jako korespondent u Mezinárodní společnosti spacích vozů v Praze. Po absolvování mobilizace v roce 1938 nastoupil znovu ke společnosti, kterou byl v červnu 1939 vyslán do Bratislavy.

## V exilu
20. března 1940 se přes Maďarsko a Balkán dostal do Francie. V Agde byl 16. dubna 1940 zařazen ke spojovací rotě 1. pěšího pluku, se kterým se zúčastnil bojů na frontě. Po pádu Francie byl evakuován do Anglie, kam se dostal 13. července 1940. Zde byl znovu zařazen ke spojovací četě 1. pěšího praporu. V roce 1941 byl postupně povýšen na desátníka, v roce 1942 absolvoval důstojnickou školu a následně byl povýšen na četaře aspiranta.
Poté, co byl vybrán pro výcvik plnění úkolů zvláštního určení absolvoval od 30. října do 4. prosince 1942 základní sabotážní kurz a parakurz. Od 19. února do 1. října 1943 absolvoval radiotelegrafický výcvik, tělovýchovný kurz, opakovací parakurz a již jako radiotelegrafista desantu Barium prodělal další školení u SIS a dvě konspirační cvičení. 26. října 1943 odletěl s ostatními příslušníky desantu do Itálie, odkud měli být vysláni do akce.

## Nasazení
4. dubna 1944 byl s ostatními příslušníky desantu Barium vysazen u Vysoké nad Labem nedaleko Hradce Králové. Jako telegrafista skupiny navázal spojení s Londýnem a prostřednictvím vysílačky předával zpravodajské informace o činnosti německé armády a životě v protektorátu. Po rozsáhlém zatýkání v říjnu 1944 se společně s velitelem skupiny Šanderou přesunuli do osady Polsko u Žamberka. 16. ledna 1945 byl kvůli působení zrádce Lepaříka zatčen a umístěn do cely na Pankráci v Praze. Zde se podle údajů gestapa 18. ledna 1945 oběsil.

## Po válce

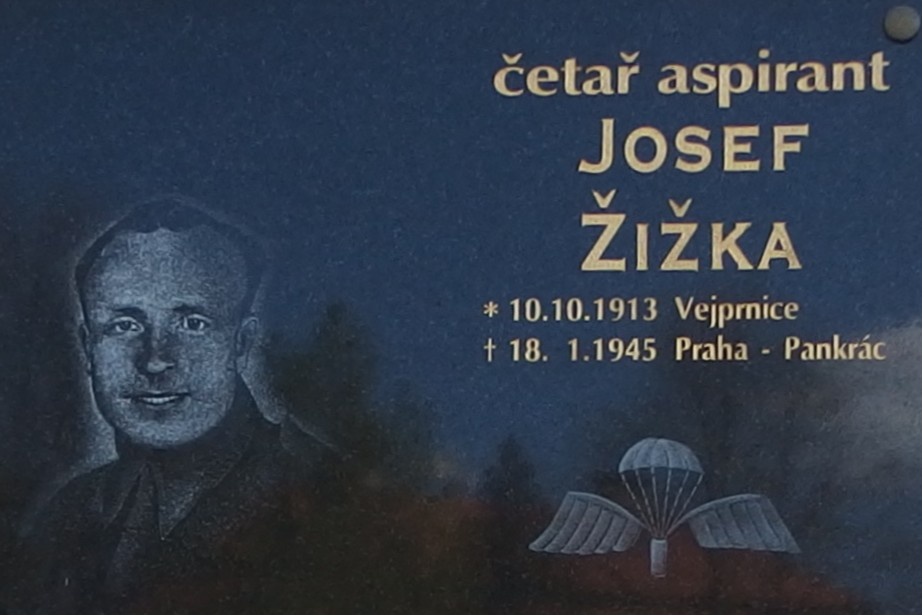
Josef Žižka na pamětní desce ve Vejprnicích

1. prosince 1945 byl povýšen do hodnosti nadporučíka pěchoty v záloze a následně do hodnosti kapitána pěchoty v záloze in memoriam. 18. července 1948 byl povýšen do hodnosti štábního kapitána pěchoty v záloze in memoriam. V rodných Vejprnicích je po něm pojmenována ulice, jeho jméno je rovněž umístěno na pamětní desce na kapli ve Vysoké nad Labem.

## Připomínky
- Ve Vejprnicích na budově OÚ (ul. Mírová 17) je mu věnována pamětní deska.[1]
- Na hřbitově ve Vysoké nad Labem na zdi márnice je pamětní deska s nápisem: "KDO NECHCE A NEUMÍ ZA SVOU VLAST BOJOVAT A BOJÍ SE PRO NI UMÍRAT, NEMÁ PRÁVO ŽÍT..." JOSEF ŠANDERA // NA PAMÁTKU SESKOKU SKUPINY "BARIUM" VE VYSOKÉ NAD LABEM DNE 3. DUBNA 1944 / (...) PORUČÍK JOSEF ŽIŽKA "MALÝ JOSEF" NAROZEN 10. ŘÍJNA 1913 VE VEJPRNICÍCH U PLZNĚ PADL 17. LEDNA 1945 (...)"[2]
- V Žamberku, Šanderova ul., na rodinné farmě „U Žabků“ je umístěna pamětní deska s textem: "V TOMTO DOMĚ RODINA ŽABKOVA UKRÝVALA ČS. PARAVÝSADEK BARIUM VYSLANÝ Z ANGLIE V LETECH 1944-1945. PO ROCE 1948 BYL RUDOLF ŽABKA VE VYKONSTRUOVANÉM POLITICKÉM PROCESU ODSOUZEN K DLOUHOLETÉMU ŽALÁŘI. NA PAMĚŤ PARAŠUTISTŮ MAJORA IN MEMORIAM JOSEFA ŠANDERY, PORUČÍKA IN MEMORIAM JOSEFA ŽIŽKY, KTEŘÍ V BOJI ZA SVOBODU VLASTI BYLI ZDE DNE 16.I.1945 GESTAPEM ZATČENI. SNR „BARIUM – VELKÝ JOSEF“."[3]

## Vyznamenání
- 1944 –  Pamětní medaile československé armády v zahraničí se štítky Francie a Velká Británie
- 1944 –  Československý válečný kříž 1939
- 1945 –  druhý Československý válečný kříž 1939
- 1946 –  Československá medaile Za chrabrost před nepřítelem